# Portada/efemèride setembre 14
Ivan Pàvlov
« 13 de setembre · 14 de setembre · 15 de setembre »